# (4049) Noragalʹ
(4049) Noragalʹ est un astéroïde de la ceinture principale.

## Description
(4049) Noragalʹ est un astéroïde de la ceinture principale. Il fut découvert le 31 août 1973 à Naoutchnyï par Tamara Smirnova. Il présente une orbite caractérisée par un demi-grand axe de 3,07 UA, une excentricité de 0,27 et une inclinaison de 2,4° par rapport à l'écliptique.
Il est nommé d'après Nora Gal.

## Compléments